# كلينتونية
تشير الكلينتونية (بالإنجليزية: Clintonism) إلى العقيدة والمبادئ السياسية والاقتصادية التي انتهجها الرئيس الأمريكي بيل كلينتون وزوجته هيلاري كلينتون (السيدة الأولى ثم وزيرة الخارجية).
يزعم مجلس القيادة الديمقراطية، وهو مؤسسة مؤيدة للحزب الديمقراطي، أن الكلينتونية " تدعم النمو الاقتصادي وتكافؤ الفرص؛ والمسؤولية المالية؛ والتوظيف، وليس الرعاية الاجتماعية؛ ومنع الجريمة ومعاقبة المجرمين؛ والحكومة غير البيروقراطية التي تعمل على تمكين السلطات"، ويقول أيضًا إن "هذه السياسات تشكل مفتاح النجاحات في بداية القرن الحادي والعشرين". 
من ناحية أخرى، يربط بعض منتقدي آل كلينتون بين مبادئ الكلينتونية و"تدليل أصحاب الأموال الطائلة (باستثناء من يعملون في الأسلحة والتبغ)، والفضائح المالية، والفوز بأي ثمن، والتقلب السياسي والمراوغة". 

## صفات الكلينتونية
تشير الكلينتونية إلى الجناح الوسطي أو الليبرالية الجديدة في الحزب الديمقراطي الأمريكي والذي يرتكز على الرئيس السابق بيل كلينتون وزوجته السيدة الأولى السابقة وعضو مجلس الشيوخ ووزيرة الخارجية والمرشحة الديمقراطية لعام 2016 هيلاري كلينتون، سواء في فترة توليهما منصبيهما أو ما بعد ذلك. ويُعتقد أيضًا أنها تشمل العديد من الشخصيات البارزة الأخرى، بما في ذلك مستشار الحملات ديك موريس، والصحفي سيدني بلومينتال، ورئيس اللجنة الوطنية الديمقراطية ستيفن جروسمان، والسياسي والحاكم بيل ريتشاردسون، ووزير الإسكان والتنمية المدنية هنري سيسنيروس، ووزير الخزانة روبرت روبين، ووزيرة الخارجية مادلين أولبرايت.
في حين أن المؤهل الأساسي لهذه المبادئ الكلينتونية هو الارتباط مع الدائرة الداخلية لعائلة كلينتون، فإن الأيديولوجية يمكن أن توصف بأنها تدعم سياسات معينة منها:
- التجارة الحرة : كانت التجارة الحرة عنصراً أساسياً في سياسة بيل كلينتون الاقتصادية، حيث عمل على تمرير اتفاقية التجارة الحرة لأميركا الشمالية (نافتا) وإنشاء منظمة التجارة العالمية.
- الميزانية المتوازنة : ترتبط سياسة كلينتون بتقييد نمو الإنفاق الفيدرالي من أجل السماح بانخفاض أسعار الفائدة وسياسة نقدية أكثر حرية.
- استعداد أكبر لاستخدام وتمويل الجيش.
- الاستعداد للتنازل عن القضايا الاجتماعية مثل الإجهاض وحقوق المثليين. وقّع بيل كلينتون على قانون الدفاع عن الزواج (ينص على أن الرجل والمرأة هم طرفي الزواج) عام 1996، ولكن تم إبطاله من قبل المحكمة العليا وإلغائه بموجب قانون احترام الزواج عام 2022.
- إصلاح أو تقليص بعض البرامج الحكومية، ويتجلى ذلك في إنهاء المساعدات المقدمة للأسر التي لديها أطفال معالون كجزء من إصلاح الرعاية الاجتماعية .
- الأممية، وخاصة توسيع حلف شمال الأطلسي .

ويُنظر إلى هذه الأيديولوجية في بعض الأحيان على أنها جزء من سياسة الطرف الخارجي (محاولة الجمع بين اليمين واليسار)، وهو نوع من السياسة يُقال إنه يُستعمل (في ذلك الوقت) من قبل حزب العمال بزعامة رئيس الوزراء البريطاني توني بلير في المملكة المتحدة، والحزب الليبرالي في كند، والحزب الديمقراطي الاجتماعي في ألمانيا تحت قيادة المستشار غيرهارد شرودر. وفقًا لمجلة فانيتي فير، فإن فلسفة الكلينتونية تعتمد في الأساس على "عقيدة جيل طفرة المواليد (Baby boomers) التي تقول إنه يمكنك حقًا الحصول على كل شيء". 

## روابط خارجية
- قصة غلاف صحيفة نيويورك تايمز عن كلينتون

قالب:Progressive groups in the USقالب:Bill Clintonقالب:Hillary Rodham Clinton